# Richmond-River-Massaker
Das Richmond-River-Massaker, das auch Evan-Head-Massaker genannt wird, ereignete sich im heutigen Bundjalung-Nationalpark bei Coraki im Nordwesten von New South Wales in Australien. Das Ereignis aus dem Jahre 1842 führte zum Tod von mehr als 100 Aborigines der Bundjalung; es wird unterschiedlich datiert und es gibt Quellen, die davon ausgehen, dass das Ereignis in den Jahren 1846 oder 1847 stattfand.
Die Grenze zwischen den Aborigines und den weißen Siedlern lag in den frühen 1840er Jahren im Norden des Richmond River. Zum Anlass des Massakers gibt es zwei unterschiedliche Versionen: Um 1842 versperrte ein Führer einer Gruppe von Aborigines den Sägewerkern den Weg durch den Regenwald. Obwohl es durchaus eine friedliche Koexistenz zwischen der Schwarzen und den Weißen gab, erschoss Steve King den Aborigine und damit war die Saat der Gewalt gesät.
Die Weißen berichten von fünf Morden im Jahre 1842 an Weißen am Pelikan-Creek, die sich in einem Holzdepot befanden, als dem Anlass für eine Vergeltungsmaßnahme an den Aborigines, das in einem Massaker mit mehr als 100 getöteten Aborigines endete. Die Aborigines kampierten traditionell im Gebiet des heutigen Bundjalung-Nationalparks an den Ufern des Evan-River und die bewaffneten Weißen kamen mit einem Schoner auf dem Fluss und feuerten aus sicherer Entfernung mit Waffen auf die im Lager befindlichen Aborigines. Dabei wurden Männer, Frauen und Kinder getötet. In der Folgezeit wurden weitere Aborigines durch Weiße ums Leben gebracht und in der Folge starb der Aborigines-Volksstamm aus.